# Sophie Klimis
Sophie Klimis est une philosophe et historienne de la philosophie belge, professeur à l'Université Saint-Louis - Bruxelles née le 13 septembre 1973. 
Elle a également été professeur invitée à l’Université de Lausanne, à l’Université libre de Bruxelles ainsi qu’à l’université Paris-Diderot.

## Biographie
Spécialiste de philosophie antique et de l’œuvre du philosophe Cornelius Castoriadis, ses recherches portent principalement sur les rapports entre philosophie et poésie (épopée et tragédie), sur les réélaborations de la pensée grecque par les philosophes du XVIIIe au XXIe siècle (Hölderlin, Nietzsche, Heidegger, Arendt, Foucault, Castoriadis, Badiou), ainsi que sur les problématiques de la performance et de la performativité en philosophie et dans les arts du spectacle vivant.
Sophie Klimis, qui codirige le Groupe de recherches Castoriadis, a contribué notoirement à l’introduction et à la diffusion de la pensée de Cornelius Castoriadis dans le champ des études universitaires. Cela a également donné lieu à la création de la collection « Cahiers Castoriadis » publiés par les Presses universitaires Saint-Louis Bruxelles et dont la version web est librement accessible sur OpenEdition Books.
L’ensemble des recherches de Sophie Klimis offre à reformuler les rapports entre art et philosophie, dans une confrontation permanente avec le travail concret des artistes, notamment mise en place lors des activités du Centre arts et performance (CAP) qu’elle coordonne à l'Université Saint-Louis - Bruxelles.
Sophie Klimis a co-dirigé le Centre Prospéro - Langage, image et connaissance de l'Université Saint-Louis - Bruxelles de 2005 à 2018.
En parallèle à son travail académique, elle mène une recherche poétique sur la choralité, les imaginaires créolisés et les recréations de sa langue maternelle par hybridation d'autres langues.